# Bent Skammelsrud
Bent André Skammelsrud (Sarpsborg, 18 mei 1966) is een voormalig Noors voetballer (middenvelder) die bijna zijn gehele carrière voor Rosenborg BK uitkwam. Hij speelde ook voor de Noorse nationale ploeg.

## Clubcarrière
Met Rosenborg werd hij elf keer landskampioen (van 1992 tot en met 2002) en won hij drie keer de beker (1992, 1995, 1999). In 1997 won Skammelsrud de Kniksenprijs voor beste middenvelder van het jaar. In 2001 won hij samen met Roar Strand de eretoekenning van Kniksen.

## Interlandcarrière
Skammelsrud speelde tussen 1987 en 2000 in totaal 38 wedstrijden voor de Noorse nationale ploeg, en maakte in die periode vijf doelpunten voor zijn vaderland. Hij maakte zijn debuut op 14 november 1987 in de olympische kwalificatiewedstrijd tegen Bulgarije (4-0), net als Karl Petter Løken en Gunnar Halle.
| Interlanddoelpunten | Interlanddoelpunten | Interlanddoelpunten | Interlanddoelpunten       | Interlanddoelpunten | Interlanddoelpunten | Interlanddoelpunten | Interlanddoelpunten |
| #                   | Datum               | Locatie             | Wedstrijd                 | Goal(s)             | Score               | Uitslag             | Wedstrijd           |
| ------------------- | ------------------- | ------------------- | ------------------------- | ------------------- | ------------------- | ------------------- | ------------------- |
| 1                   | 04/02/1990          | Ta' Qali            | Noorwegen – Zuid-Korea    | 87'                 | 2 – 2               | 3 – 2               | Oefeninterland      |
| 2                   | 27/03/1990          | Belfast             | Noord-Ierland – Noorwegen | 54'                 | 1 – 1               | 2 – 3               | Oefeninterland      |
| 3                   | 22/01/1997          | Brisbane            | Noorwegen – Nieuw-Zeeland | 60'                 | 1 – 0               | 3 – 0               | Oefeninterland      |
| 4                   | 20/01/1999          | Tel Aviv            | Israël – Noorwegen        | 12' (pen.)          | 0 – 1               | 0 – 1               | Oefeninterland      |
| 5                   | 29/03/2000          | Lugano              | Zwitserland – Noorwegen   | 73' (pen.)          | 1 – 2               | 2 – 2               | Oefeninterland      |

## Erelijst
Rosenborg BK
- Landskampioen van Noorwegen

1992, 1993, 1994, 1995, 1996, 1997, 1998, 1999, 2000, 2001 en 2002
- Beker van Noorwegen

1992, 1995 en 1999